# Júlio Perouse Pontes
Júlio Perouse Pontes (1889 — 1953) foi um militar brasileiro.
Fez parte da junta governativa que comandou o estado do Rio Grande do Norte por seis dias, de 6 a 12 de outubro de 1930.